# Bahnhof Etchingham

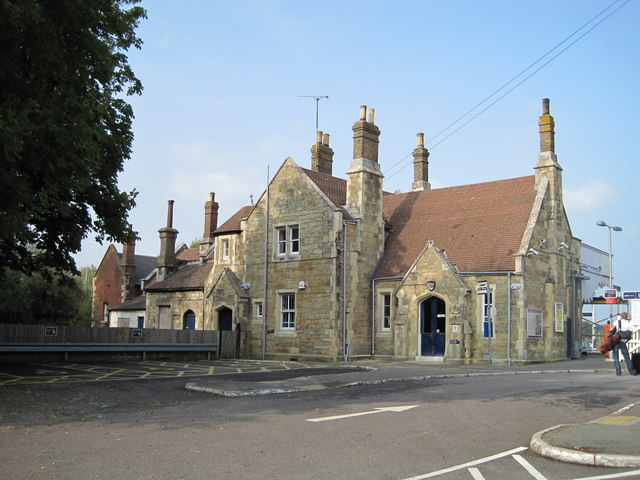
Bahnhofsgebäude von Etchingham

Der Bahnhof Etchingham ist ein Durchgangsbahnhof  der Gemeinde Etchingham in der englischen Grafschaft East Sussex.

## Beschreibung
Der Bahnhof wurde 1851 von der South Eastern Railway, die 1923 in der Southern Railway aufging, eingerichtet. Er liegt am östlichen Rand der Ortschaft Etchingham und an der Hastings Line, die im Südosten des Vereinigten Königreiches das namensgebende Seebad Hastings mit Tonbridge und weiterführend mit London verbindet. Die nächstgelegenen Bahnhöfe an der Strecke sind in südlicher Richtung Robertsbridge, in nördlicher Richtung Stonegate. Für die Fahrgäste steht jeweils ein Bahnsteig auf jeder der beiden Seiten der zweigleisigen Strecke zur Verfügung. Verbunden sind sie durch eine Fußgängerbrücke mit Treppen und einem diagonalförmigen Schutzgitter zu beiden Seiten. Eine weitere Querungsmöglichkeit bietet ein Bahnübergang unmittelbar südöstlich des Bahnhofs, über den die A265 auf ihrem Weg von Etchingham nach Hurst Green führt. In einem Teilbereich des Bahnhofsgebäudes befindet sich ein Schalter zum Verkauf von Fahrkarten. Der einzige Fahrkartenautomat befindet sich auf Gleis 1. Auf beiden Gleis-Seiten stehen Parkplätze für Park & Ride zur Verfügung.

## Bahnhofsgebäude
Das Bahnhofsgebäude aus dem Jahre 1852 ist aus grob behauenen Natursteinen erbaut und unverputzt. Der verwendete Sandstein stammt zum Teil von einem herrschaftlichen Haus, das zuvor an dieser Stelle stand. Das im Tudorstil errichtete Gebäude setzt sich aus zwei Teilen zusammen: der östliche, zweistöckige mit einem L-förmigen Grundriss diente als Wohngebäude des Bahnhofsvorstehers. Nach Westen hin schließt sich ein weiterer, einstöckiger Gebäudeteil an. Auf der Gleisseite bietet ein markantes, weiß gestrichenes Vordach den auf dem Hausbahnsteig wartenden Fahrgästen Schutz. Der Architekt war William Tress, der auch eine Reihe anderer Bahnhofsgebäude der Region, darunter den von Rye, entwarf.
Das Wohngebäude war über einen längeren Zeitraum ungenutzt und mit Brettern vernagelt. 2007 wurde im Rahmen eines Dorfentwicklungsplans festgestellt, dass es in Etchingham an einer gastronomischen Einrichtung fehlt, und dass sich der Bahnhof hervorragend dafür eignen würde. Mit finanzieller Unterstützung von Bürgern der Gemeinde wurde 2010 ein Bistro im Bahnhofsgebäude eingeweiht. Für die damit verbundene Wiederbelebung des Bahnhofsgebäudes wurde die federführende Etchingham Community Interest Company 2010 mit einem National Railway Heritage Award ausgezeichnet.
Seit 1987 ist das Gebäude als Listed Building der Kategorie II eingetragen, es steht somit unter Denkmalschutz. 